# William T. Anderson
William T. Anderson (ur. 1839, zm. 1864) – amerykański wojskowy i partyzant spod znaku Konfederacji, znany z ekstremalnej brutalności wobec żołnierzy Unii. „Krwawy Bill” działał na terenie stanu Missouri, gdzie ostatecznie zginął w zasadzce zorganizowanej przez pułkownika Samuela P. Coxa. Anderson był również dowódcą braci Jamesów – Jessiego i Franka. 
W sierpniu i we wrześniu 1864 roku banda „Krwawego Billa” Andersona uderzała na odizolowane posterunki i garnizony mordując i skalpując woźniców, kucharzy i inny nieuzbrojony personel. Szczyt tych wydarzeń nastąpił w Centralii, 27 września 1864 roku. Z 30 ludźmi, w tym Jesse i Frankiem Jamesami, Krwawy Bill wjechał do miasta, spalił pociąg i obrabował jego pasażerów oraz zamordował 24 nieuzbrojonych żołnierzy Unii jadących do domu na urlop. Wypędzony z miasta przez trzy kompanie milicji zebrał 175 sojuszników z innych band po czym stanął do walki z pościgiem i zabił 124 ze 147 ludzi, w tym rannych, których dobijano na miejscu.